# Frank Leboeuf
Franck Alain James Leboeuf, psáno též Lebœuf (* 22. leden 1968, Marseille) je bývalý francouzský fotbalista. Hrával na pozici obránce.
S francouzskou fotbalovou reprezentací vyhrál mistrovství světa roku 1998, mistrovství Evropy roku 2000 a Konfederační pohár 2001. Má též bronzovou medaili z Eura 1996. Hrál rovněž na světovém šampionátu 2002. Celkem za národní tým odehrál 50 utkání a vstřelil 4 góly.
S Chelsea FC v sezóně 1997/98 získal Pohár vítězů pohárů a následně i Superpohár. V dresu Chelsea získal též dvakrát FA Cup (1997, 2000) a jednou ligový pohár (1998).